# Colpo di vento/Quando torni
Colpo di vento/Quando torni è un singolo di Marisa Sannia pubblicato nel 1968 dalla casa discografica Fonit Cetra.
Il brano Colpo di vento è stata la sigla finale del programma televisivo Ciao mamma.

## Tracce
1. Colpo di vento
2. Quando torni